# Cantone di Santa Ana
Il cantone di Santa Ana è un cantone della Costa Rica facente parte della provincia di San José.

## Geografia antropica

### Suddivisioni amministrative
Il cantone  è suddiviso in 6 distretti:
- Brasil
- Piedades
- Pozos
- Salitral
- Santa Ana
- Uruca